# Женская сборная Замбии по софтболу
Женская национальная сборная Замбии по софтболу — представляет Замбию на международных софтбольных соревнованиях. Управляющей организацией является Ассоциация бейсбола и софтбола Замбии (англ. Zambia Baseball Softball Association).

## Результаты выступлений

### Чемпионаты мира
| Год        | Победы         | Поражения      | Место          |
| ---------- | -------------- | -------------- | -------------- |
| 1965       | не участвовали | не участвовали | не участвовали |
| 1970       |                |                | 9              |
| 1974       | не участвовали | не участвовали | не участвовали |
| 1978       |                |                | 14             |
| 1982—н. в. | не участвовали | не участвовали | не участвовали |